# 조찬호
조찬호(1986년 4월 10일 ~ )는 대한민국의 전 축구 선수이자 현 축구 지도자로 현재 양평 FC U-15팀의 감독직을 맡고 있으며 현역 시절 포지션은 윙어였다.

## 클럽 경력
조찬호는 연세대학교에 재학 중이던 2008년 11월, 2009 K리그 드래프트에서 포항 스틸러스에 1순위로 지명되었다. 2009년 6월 21일 인천과의 K리그 12라운드 경기에서 선발명단에 이름을 올리며 데뷔하였고, 데뷔골까지 뽑아내는 활약을 펼쳤다. 한 달 후인 7월 25일, 대구 FC와의 17라운드 경기에서는 2골 1도움을 기록하며 대활약하였다.
2010, 2011 시즌에는 주로 교체멤버로 활약하였다. 2012년 5월 26일 경남 FC와의 경기에서 상대 선수와 충돌하며 좌측 정강이 비골이 골절되는 부상을 입었으며, 4개월 만인 9월 27일 제주와의 경기에서 복귀하였다. 그리고 복귀 2개월 만인 11월 29일, FC서울과의 경기에서 데뷔 첫 해트트릭을 쏘아올렸다.
2013년에도 활약을 이어가, 7월 31일 강원 FC와의 경기에서 두 번째 해트트릭을 달성하였고, 이 무렵의 활약을 인정받아 국가대표팀에도 소집되었다. 2013년 팀 내 득점 순위 1위에 오르며 팀의 K리그 클래식과 FA컵 더블 우승을 이끌었다. 그러나 2014년 3월 22일 수원과의 3라운드 경기에서 오른쪽 무릎 십자인대 파열을 진단받아 수술대에 올랐고, 6개월 정도 결장이 확정되어 사실상 시즌을 마감하였다.
2015년 7월 21일 수원의 최재수와 6개월 맞임대로 트레이드되었다. 이후 수원에서의 첫 경기였던 8월 16일 제주와의 원정 경기에서 2골 2도움을 기록하는 활약을 보였으며, 그 주 위클리 MVP로 선정되기도 하였다. 2016년 1월 4일 FC 서울로 이적이 확정되었다. 2018년 1월 6일 K리그 챌린지의 서울 이랜드 FC로 이적하였다. 3월 4일 펼쳐진 K리그2 2018 시즌 1라운드 수원 FC와의 원정 경기에서 62분 경 원기종과 교체되어 투입되며, 서울 이랜드에서의 첫 공식 경기를 가졌다. 3월 11일 부산 아이파크를 상대로 한 홈 개막전에서 45분 경 교체 투입되었으며, 52분 경 디에고 비엘키에비츠가 때린 슈팅이 골키퍼의 손을 맞고 구른 공을 재차 마무리지으며 팀에서의 첫 득점을 성공시켰다. 이후 52분 경 디에고 비엘키에비츠의 골에 마지막 패스를 부여하며, 도움까지 기록되고 1골 1도움으로 경기를 마무리 지었다. 3라운드 대전 시티즌과의 원정 경기에서 선발 출장하며, 서울 이랜드에서의 첫 선발 무대를 가졌다. 6월 3일 14라운드 안산 그리너스와의 원정 경기에서 69분 경 김준태와 교체되어 들어간 조찬호는, 89분 경 중앙에서 돌파해 나아가 페널티박스 안에서 조재완에게 넘겨준 공을 조재완이 쐐기골로 연결시키며, 조찬호의 시즌 2번째 어시스트가 기록되었다. 이 후 별다른 공격포인트가 없었으며, 여름 즈음에는 주전 경쟁에서 밀리는 경향을 보이기도 하였다. 8월 19일 24라운드 광주 FC와의 원정 경기에서 선발 출전하여 오랜만에 기회를 잡은 조찬호는, 30분 경 선제골을 기록하였으며, 69분 경 최오백의 득점에 어시스트를 주며, 1골 1도움을 기록하였다. 곧이어 다음 라운드인 아산 무궁화와의 원정 경기에서 고차원의 골에 어시스트를 기록하며, 2경기 3공격 포인트를 올리기도 하였다. 9월 8일 27라운드 수원 FC와의 원정 경기에서 김창욱의 패스를 이어받아, 팀의 두번째 쐐기골을 성공시켰다. 10월 7일 31라운드 성남 FC와의 원정 경기에서 81분 경 이그나시오 에레라에게 헤더로 패스한 것을, 에레라가 발리로 때린 것이 골망을 흔들며 어시스트가 기록되었고, 86분 경 코너킥 상황에서 안지호가 헤더로 골문 앞으로 돌려놓은 공을 조찬호가 발리로 골을 성공시키면서, 조찬호는 이 날 1골 1도움을 기록하게 되었다.
2019년에는 서울 이랜드 FC와의 계약이 만료된 후에는 인도네시아 슈퍼 리그의 팀인 PSIS 스마랑에 입단했다. 그리고 1년간 뛴 뒤 현역에서 은퇴했다.

## 지도자 경력
2020년부터 고향인 양평에서 양평 FC U-15 감독으로 재직하면서 중학생 선수들을 가르치고 있다.

### 기록
2018년 10월 7일 기준
| 시즌 | 클럽               | 디비전 | 리그 | 리그 | 리그 | FA컵 | FA컵 | FA컵 | 리그컵 | 리그컵 | 리그컵 | 대륙 대회 | 대륙 대회 | 대륙 대회 | 통산 | 통산 | 통산 |
| 시즌 | 클럽               | 디비전 | 출장 | 득점 | 도움 | 출장 | 득점 | 도움 | 출장   | 득점   | 도움   | 출장      | 득점      | 도움      | 출장 | 득점 | 도움 |
| ---- | ------------------ | ------ | ---- | ---- | ---- | ---- | ---- | ---- | ------ | ------ | ------ | --------- | --------- | --------- | ---- | ---- | ---- |
| 2009 | 포항 스틸러스      | 1부    | 11   | 3    | 6    | 3    | 1    | ?    | 4      | 0      | ?      | 0         | 0         | 0         | 18   | 4    | 6    |
| 2010 | 포항 스틸러스      | 1부    | 16   | 1    | 2    | 2    | 0    | ?    | 4      | 1      | ?      | 1         | 0         | ?         | 24   | 2    | 2    |
| 2011 | 포항 스틸러스      | 1부    | 26   | 4    | 2    | 3    | 1    | ?    | 6      | 2      | ?      | ㅡ        | ㅡ        | ㅡ        | 35   | 7    | 2    |
| 2012 | 포항 스틸러스      | 1부    | 20   | 6    | 4    | 0    | 0    | 0    | ㅡ     | ㅡ     | ㅡ     | 5         | 0         | ?         | 25   | 6    | 4    |
| 2013 | 포항 스틸러스      | 1부    | 34   | 9    | 1    | 5    | 3    | ?    | ㅡ     | ㅡ     | ㅡ     | 5         | 0         | ?         | 44   | 12   | 1    |
| 2014 | 포항 스틸러스      | 1부    | 3    | 0    | 0    | 0    | 0    | 0    | ㅡ     | ㅡ     | ㅡ     | 2         | 0         | ?         | 5    | 0    | 0    |
| 2015 | 포항 스틸러스      | 1부    | 13   | 0    | 1    | 0    | 0    | 0    | ㅡ     | ㅡ     | ㅡ     | ㅡ        | ㅡ        | ㅡ        | 13   | 0    | 1    |
| 2015 | 수원 삼성 블루윙즈 | 1부    | 6    | 2    | 2    | ㅡ   | ㅡ   | ㅡ   | ㅡ     | ㅡ     | ㅡ     | ㅡ        | ㅡ        | ㅡ        | 6    | 2    | 2    |
| 2016 | FC 서울            | 1부    | 11   | 0    | 1    | 0    | 0    | 0    | ㅡ     | ㅡ     | ㅡ     | ㅡ        | ㅡ        | ㅡ        | 11   | 0    | 1    |
| 2017 | FC 서울            | 1부    | 11   | 0    | 0    | 0    | 0    | 0    | ㅡ     | ㅡ     | ㅡ     | ㅡ        | ㅡ        | ㅡ        | 11   | 0    | 0    |
| 2018 | 서울 이랜드        | 2부    | 20   | 4    | 5    | 0    | 0    | 0    | ㅡ     | ㅡ     | ㅡ     | ㅡ        | ㅡ        | ㅡ        | 20   | 4    | 5    |
| 통산 | 통산               | 통산   | 171  | 29   | 20   | 16   | 5    | ?    | 14     | 3      | ?      | 13        | 0         | ?         | 211  | 37   | 23   |

## 국가대표 경력
2011년 3월 25일 온두라스와의 친선경기를 위한 국가대표팀에 소집되었고, 후반 41분, 이용래와 교체 투입되며 국가대표로서 처음으로 그라운드를 밟았다. 2013년 8월 6일, 페루와의 평가전을 위한 국가대표팀에 소집되었고, 선발출전하였다.

## 플레이 스타일
포항의 메시, 영일만 메시 라고 불릴 정도로 그의 드리블은 낮고 굉장히 빨랐음. 전성기 때는 1:1을 즐길 정도로 수비수를 만나면 자신감 있게 따돌리고 크로스 혹은 슛까지 가능한 최고의 드리블러 중 한명.

## 수상

### 클럽

#### 포항 스틸러스
- K리그 클래식
  - K리그 클래식 2013 우승
- FA컵
  - FA컵 2012 우승
  - FA컵 2013 우승
- 리그컵
  - 피스컵 코리아 2009 우승
- AFC 챔피언스리그
  - AFC 챔피언스리그 2009 우승

#### FC 서울
- K리그 클래식
  - K리그 클래식 2016 우승